# Un'adorabile canaglia
Un'adorabile canaglia (Sweet William) è un film del 1980 diretto da Claude Whatham.

## Trama
In una giovane coppia lei scopre che lui è una vera canaglia in fatto di tradimenti.